# Макінськ
Ма́кінськ (каз. Макинск) — місто, центр Буландинського району Акмолинської області Казахстану. Адміністративний центр та єдиний населений пункт Макінської міської адміністрації.
Населення — 18098 осіб (2021; 16745 у 2009, 18540 у 1999, 23312 у 1989).
Залізнична станція на лінії Астана—Кокшетау, за 120 км на південний схід від Кокшетау. Металообробна промисловість.
Місто виникло 1928 року як залізнична станція Макінка. Статус міста з 1945 року.

## Відомі особистості
В поселенні народився:
- Шешкіль Інна Юріївна (* 1971) — радянська, казахстанська та білоруська біатлоністка.